# Лакуна Койл
Лакуна Койл (от италиански – Lacuna (= празен) и от английски – Coil (= спирала)) е италианска готик метъл група, сформирана в Милано, Италия през 1994 г.
Според членовете на групата най-голямо влияние върху музиката им са оказали групи като Paradise Lost, Tiamat, Anathema, Septic Flesh, Black Sabbath, Type O Negative, Imago Mortis, Depeche Mode, In Flames и Amorphis. Албумът им от 2006 година – Karmacode достига до 28 място в класацията Billboard 200. Lacuna Coil са свирили на главните сцени на най-големите хевиметъл фестивали като Ozzfest, Bloodstock Open Air, Wacken Open Air.

## История

### Формиране и ранни години(1994 – 2001)
„Лакуна Койл“ е сформирана през 1994 г. от Андреа Феро и Марко Коти Дзелати под името „Слийп ъв Райт“ (Sleep of Right), но скоро след това то бива променено на „Итъриъл“ (Ethereal).
В края на 1997 г. групата подписва договор с компанията „Сенчъри медия“ (Century Media). Окончателно е избрано името „Лакуна Койл“, тъй като се оказва, че „Итъриъл“ принадлежи на друга група.
Първоначално Лакуна Койл се състои от Кристина Скабия (Cristina Scabbia) (вокали), Андреа Феро (Andrea Ferro) (вокали) и Марко Коти Дзелати (Marco Coti Zelati) (бас и клавирни). През 1998 г. групата записва едноименния албум Лакуна Койл и потегля на турне заедно с „Мунспел“ (Moonspell), които също имат сключен договор със „Сенчъри медия“. По време на турнето към групата се присъединяват китаристът Кристиано Милиоре (Cristiano Migliore) и барабанистът Кристиано Моцати (Cristiano Mozzati).
След второ европейско турне към колектива се присъединява китаристът Марко Биаци (Marco Biazzi) и групата записва албума In a Reverie.

### Comalies и Karmacode(2002 – 2006)
През 2002 г. е пуснат в продажба албумът Comalies, който получава одобрителни рецензии от представители на всички под стилове в метъл музиката. Година по-късно пилотният сингъл Heaven's a Lie е многократно пускан по радиостанциите и донася популярност на групата. Сингълът Swamped също става популярен и е включен в озвучаването към видео играта „Vampire: The Masquerade – Bloodlines“. Към двете изпълнения са записани видеоклипове, които след излъчване по MTV, допринасят за разрастващата се популярност на групата.
До 2004 г., албумът Comalies става най-продаваният диск в историята на „Сенчъри медия“. Същата година в промеждутъка на американско и европейско турне групата свири и на „Озфест“ (Ozzfest).
За да се възползват от нарастващата популярност на „Лакуна Койл“, членовете на групата и представители на „Сенчъри медия“, решават да отложат излизането на албума Karmacode до началото на 2006 г. Според официалната Интернет страница на групата отлагането на албума е спомогнало за увеличаване на времето за разработка. На 23 декември 2005 г. в Интернет страницата си групата обявява, че работата по Karmacode е приключена. Скоро след това става известна датата, на която албумът ще бъде пуснат в продажба в САЩ, 4 април 2006. Дебютният сингъл Our truth от албума, става достъпен за покупка на 10 януари 2006 г., а също така е включен в озвучаването към филма „Underworld: Evolution“.
На избрани концерти, по време на турнето си през 2005 г., „Лакуна Койл“ изпълняват две нови песни с работни заглавия „A2“ и „Antonio“. Песента „Our truth“ е една от песните, по това време наричана „Antonio“, а „A2“ е преименувана на „Fragile“ и е включена като първо изпълнение в компилацията Karmacode.
На 20 март 2006 г., две седмици преди датата за разпродажба, албумът Karmacode е качен нелегално в Интернет. В началото на 2006 година, едновременно с излизането на новия албум, „Лакуна Койл“ потегля на турне в Северна Америка заедно с американския хевиметъл певец Роб Зомби. Групата отново свири на „Озфест“, но този път на основната сцена. Групата е ангажирана и за Download Festival през 2006 – тридневен фестивал в Донингтън Парк (Donington Park) в Англия, на който тази година водещите изпълнители са „Metallica“, „Tool“, и „Guns 'n' Roses“.

## Състав
| - Андреа Феро – мъжки вокал (Тенор) (1994– ) - Марко Коти Дзелати – бас (1994– ) - Кристина Скабия – женски вокал (Сопрано) (1996– ) - Раян Фолдън – барабани (2014– ) - Диего Кавалоти – китара (2016– ) |  | - Микеланджело Алгарди – барабани (1994) - Клаудио Лео – китара (1994 – 1998) - Рафаеле Дзагария – китара (1994 – 1998) - Леонардо Форти – барабани (1994 – 1998) - Кристиано Миглиоре – китара (1998 – 2014) - Кристиано Мозати – барабани (1998 – 2014) - Марко Биаци – китара (1999 – 2015) |

## Дискография

### Албуми
- „In a Reverie“ (1999)
- „Unleashed memories“ (2001)
- „Comalies“ (2002)
- „Karmacode“ (2006)
- „Shallow Life“ (2009)
- „Dark adrenaline“ (2011)
- „Broken Crown Halo“ (2014)
- „Delirium“ (2016)
- „Black Anima“ (2019)
- „Sleepless Empire“ (2025)

### Лайв албуми
- "Visual Karma (Body, Mind & Soul) (2008)

### Компилации
- „The EPs“ (2005)
- „Manifestó of Lacuna Coil“ (2008)

### EP-та
- „Lacuna Coil“ (1998)
- „Halflife“ (2000)

### Сингли
- „Heaven's a Lie“ (2002)
- „Swamped“ (2004)
- „Our truth“ (2006)
- „Enjoy the silence“ (кавър на Депеш Мод) (2006)
- „Closer“ (2006)
- „Within me“ (2006)
- „Spellbound“ (2009)
- „I like it“ (2009)
- „I won't tell you“ (2009)
- „Wide awake“ (2009)
- „Trip the Darkness“ (2011)
- „Losing my religion“ (кавър на R.E.M.) (2012)
- „Fire“ (2012)
- „Nothing stands in our way“ (2014)
- „Die & Rise“ (2014)
- „I forgive (But I won't forget your name)“ (2014)
- „The house of shame“ (2016)
- „Delirium“ (2016)
- „Ghost in the mist“ (2016)
- „Naughty Christmas“ (2016)
- „Blood, tears, dust“ (2017)
- „You love me 'cause I hate you“ (2017)